# Distretto di Posavje
Il distretto di Posavje (in sloveno Četrtna skupnost Posavje) o semplicemente Posavje  è uno dei 17 distretti (mestna četrt) della città di Lubiana.